# Рівень мінералогічний
Рівень мінералогічний (рос. уровень минералогический, англ. mineralogical level, нім. mineralogisches Niveau n) — мінералогічна ознака, що дозволяє визначити положення мінералу по відношенню до горизонтальної площини в момент росту. Такими ознаками можуть бути присипки на повернутих угору гранях кристалів або кристалах мінералів, які утворилися раніше, покриття верхніх граней кристалів при осіданні і рості кристалічних зародків, а також спотворення обрису кристалів з переважним розвитком певних граней, повернутих униз.